# Энциклопедический словарь, составленный русскими учёными и литераторами
Энциклопедический словарь, составленный русскими учёными и литераторами — российский универсальный шеститомный энциклопедический словарь, выпускавшийся в 1861—1863 годах в Санкт-Петербурге типографией Ивана Ильича Глазунова. Изданные тома охватывают алфавит от А до Е.

## Исторический очерк
Издаваться начал весной 1861 года под редакцией сначала издателя «Отечественных записок» Андрея Александровича Краевского, затем, начиная со второго тома, — математика и будущего идеолога народничества П. Л. Лаврова. В предисловии к первому тому авторы словаря указывали, что стремятся в своей работе придерживаться «фактической» точки зрения на те или иные события, а также что статьи о чём-либо, имеющем отношение к России, будут более подробными, нежели статьи на другие темы.
Издание получило правительственную субсидию в размере 23 000 рублей, однако, согласно оценкам критиков XIX века, задуманный масштаб словаря был слишком «грандиозным» (планировалось порядка 45 томов), и в 1863 году в связи с нехваткой денег его издание пришлось прекратить. По одной из версий, причина была не в «грандиозности», а в отказе правительства выделить Краевскому дальнейшие субсидии ввиду ареста поэта Михаила Ларионовича Михайлова.
К этому времени было подготовлено только шесть томов словаря: в первые пять, которые появились в печати, вошли только статьи на букву А, причём не все планируемые (последнее слово — «Афон»), в 6-й том, не появившийся в печати, — некоторые статьи на букву Е. В числе авторов статей для издания были крупнейшие российские учёные и писатели середины XIX века.

## Состав томов
- Энциклопедический словарь, составленный русскими учёными и литераторами / Под. ред. А. Краевского. — [Отд-ние 1.] — Т. I: А — Адб. — Санкт-Петербург: Тип. И. И. Глазунова и К°, 1861. — XIV, 586 с.
- Энциклопедический словарь, составленный русскими учёными и литераторами / Под. ред. А. Краевского. — [Отд-ние 1.] — Т. II: Адв — Акш. — Санкт-Петербург: Тип. И. И. Глазунова и К°, 1861. — VIII, 485 с., ил.: 2 л. ил.
- Энциклопедический словарь, составленный русскими учёными и литераторами / Под. ред. А. Краевского. — [Отд-ние 1.] — Т. III: Ала — Аля. — Санкт-Петербург: Тип. И. И. Глазунова и К°, 1861. — XII, 577 с.
- Энциклопедический словарь, составленный русскими учёными и литераторами / Под. ред. А. Краевского. — [Отд-ние 1.] — Т. IV: Ама — Анто. — Санкт-Петербург: Тип. И. И. Глазунова и К°, 1862. — X, 576 с.
- Энциклопедический словарь, составленный русскими учёными и литераторами / Под. ред. А. Краевского. — [Отд-ние 1.] — Т. V: Антр — Аө. — Санкт-Петербург: Тип. И. И. Глазунова и К°, 1862. — XIV, 752 с.
- Энциклопедический словарь, составленный русскими учёными и литераторами. — Отд-ние II. — Т. I: Е — Елиз. — Санкт-Петербург: Тип. И. И. Глазунова и К°, 1863. — VI, 480 с. [Часть тиража вышла в 2 кн.].